# 빅토리야 톨스토가노바
빅토리야 빅토로브나 톨스토가노바(러시아어: Викто́рия Ви́кторовна Толстога́нова, 1972년 3월 24일 ~ )는 러시아의 배우이다.

## 출연 작품
- 후 엠 아이? (2010)
- 위선의 태양 2 (2010)